# Violík
Violík neboli Labský štít (polsky Łabski Szczyt, německy Veilchenstein nebo také Veilchenspitze), je hora nacházející se ve Slezském hřebeni v Krkonoších, na hranicích Česka a Polska. Jedná se o vrchol kuželovitého tvaru, na jehož temeni se nalézá vrcholové skalisko. Hora leží 1 km severně od Labské boudy, 5,5 km severně od osady Dolní Mísečky a 6 km od polských Piechowic.
Na svazích Violíku se rozprostírají suťová a kamenná moře. Hlavním rysem vrcholových partií jsou však smilkové hole, v nižších polohách potom roste kleč. Na jihozápadním svahu, necelý kilometr od vrcholu, se nachází Labská louka, kde pramení řeka Labe.

## Přístup
Na vrchol se lze dostat po červeně značené hřebenové cestě česko-polského přátelství. Ta podchází vrcholová skaliska z jižní strany ve vzdálenosti asi 40 metrů. Samotné skalisko se nachází v I. zóně Krkonošského národního parku a je tedy turisticky nepřístupné. Z okolí vrcholu je dobrý rozhled na Krkonoše, Jizerské hory a do Jeleniogórské kotliny.